# SWAN III (航空機)
SWAN III
STCデルタによる2014年10月30日撮影の画像。
- 用途：偵察、観測
- 分類：無人航空機
- 設計者：ELI Military Simulations
- 製造者：STCデルタ
- 運用者：ジョージア陸軍
- 初飛行：2011年
- 生産開始：2012年
- 運用開始：2012年
- 運用状況：運用中

SWAN IIIは、エストニアのELI Military Simulationsが開発、ジョージアのSTCデルタがライセンス生産を行った無人航空機。ジョージアでは単に無人航空システム（グルジア語: უპილოტო საჰაერო სისტემა）とされる。
国境警備、航空偵察、シギント、災害時の観測等に用いられる。
機体は出力3.5hpの内蔵エンジンにより出力を得て、地上からの操作によって飛行する。無線を封鎖した自律飛行も可能である。離陸は空気式カタパルトにより行い、着陸はパラシュートと機体を保護するエアバッグで行われる。

## 要目
出典：
- 全長：1.96m
- スパン：3.075m
- 重量：12kg
- エンジン出力：3.5hp
- 飛行時間：8時間
- 飛行高度：100 - 3,000m
- 速力：60 - 160 km/h
- 行動半径：150km
- 搭載機器：ジンバル付きデュアルカメラ、静止画用カメラ、サーマルカメラ、赤外線カメラ